# Line Larsen
Line Dissing Karred Larsen (født 7. november 1996 i Skagen), bedre kendt som Line, er en dansk sangerinde. I 2012 var hun finalist i talentkonkurrencen X Factor, hvor kun kom på andenpladsen efter Ida. Efterfølgende udgav hun singlen "Efter dig", og skrev kontrakt med Sony Music. Før X Factor var hun med i et band der hed Pointless. Hun har også før vundet Olivia sangstjerner i 2010.

## X Factorog musikkarriere (2012–nu)
Efter audition og seks liveshows i X-Factor 2012 gik Line Larsen videre til finalen som én af tre deltagere. Ved finalen den 23. marts 2012 i Jyske Bank Boxen i Herning sang hun Demi Lovatos nummer "Skyscraper"', ligesom hun sammen med Alphabeat sang gruppens nummer "The Spell". I den afgørende runde fremførte hun sit eget nummer "Efter dig", men måtte se sig besejret af vinderen Ida med 61,7 procent af de 306.317 afgivne stemmer. Line havde skrevet sit eget nummer i samarbejde med Engelina Andrina og producer-teamet Providers, der bl.a. har arbejdet sammen med Medina. "Efter dig" udkom umiddelbart efter X Factor-finalen, og debuterede som nummer tre på download-listen. Singlen har efterfølgende modtaget guld for 15.0000 solgte downloads og streaming-platin for 1,8 mio. afspilninger.
Line skrev kontrakt med Sony Music (pladeselskabet bag X Factor) umiddelbart efter finalen på programmet. I slutningen af november 2012 udkom Lines anden single "Os to", der dog ikke opnåede lige så stor succes som debutsinglen. Line udgav sin første selvbetitlede EP den 8. februar 2013, bestående af seks sange. Samme dag udkom hendes nye single "Brænder inde", der er en duet med Basim, der deltog i X Factor 2008. Om singlen har Line udtalt at, det "er et af de numre, som betyder mest, for jeg kan virkelig genkende mig selv i teksten." Efter én hel uge i handlen havde Lines EP solgt 49 eksemplarer.

## Diskografi

### EP'er
- Line (2013)

### Singler
| År                                                       | Single                        | Højeste placering | Højeste placering | Certificering                          | Album |
| År                                                       | Single                        | Download          | Streaming         | Certificering                          | Album |
| -------------------------------------------------------- | ----------------------------- | ----------------- | ----------------- | -------------------------------------- | ----- |
| 2012                                                     | "Efter dig"                   | 3                 | 16                | - Guld (download) - Platin (streaming) | Line  |
| 2012                                                     | "Os to"                       | —                 | —                 |                                        | Line  |
| 2013                                                     | "Brænder inde" (Line & Basim) | —                 | —                 |                                        | Line  |
| "—" markerer en udgivelse der ikke opnåede en placering. |                               |                   |                   |                                        |       |